# Малая Калужская улица
Ма́лая Калу́жская у́лица (название получено до 1917 года) — улица в Южном административном округе города Москвы на территории Донского района.

## История
Улица получила своё название до 1917 года по расположению параллельно бывшей Большой Калужской улице (ныне часть Ленинского проспекта), которая образовалась из дороги в Калугу.

## Расположение
Малая Калужская улица проходит от улицы Академика Петровского на юго-запад параллельно Ленинскому проспекту до улицы Стасовой, за которой продолжается как 2-й Донской проезд, с востока к Малой Калужской улице примыкает Малый Калужский переулок. Нумерация домов начинается от улицы Академика Петровского.

## Примечательные здания и сооружения

### По нечётной стороне
- № 1, № 1, стр. 2 и 3 — главный корпус Текстильного института имени А. Н. Косыгина Московского государственного университета дизайна и технологии;
- № 15 — завод «Красный пролетарий» (до 1922 года — завод Общества братьев Бромлей, национализирован в 1918 году, прекратил свою работу в 2010-х); памятник воинам-краснопролетарцам, погибшим в Великую Отечественную войну.
- № 15, стр. 5 —  памятник архитектуры (региональный), городская усадьба Шервудов, «Московские обозные мастерские» И. Ф. Терещенко — Главного интендантского управления. В 1816 году усадьба у Калужской дороги была приобретена выходцем из Англии Василием Яковлевичем Шервудом, после его смерти перешла к его детям, Якову и Елизавете, затем, в 1873 году — к художнику и архитектору Владимиру Шервуду. В 1911 году деревянный дом XIX века был перестроен архитектором Николаем Бутусовым в модном неорусском стиле в виде сказочного терема. На 1917 год владельцем усадьбы числился архитектор Владимир Владимирович Шервуд.

После того, как в 1918 году в результате национализации территория усадьбы перешла к Обществу механических заводов братьев Бромлей (с 1922 года — завод «Красный пролетарий»), в здании расположилась заводская контора.

### По чётной стороне
- № 12 — жилой дом. Здесь жили академик А. Л. Яншин[4], физико-географ Г. А. Авсюк[5], археолог А. А. Формозов[6] .

## Транспорт

### Автобус
По Малой Калужской улице маршруты наземного общественного транспорта не проходят. Западнее улицы, на Ленинском проспекте, расположены остановки «Улица Академика Петровского», «Больница Святителя Алексия», «Улица Стасовой» автобусов 111, 196, 297, е10, е12, м1, м16, н11.

### Метро
- Станция метро «Шаболовская» Калужско-Рижской линии — восточнее улицы, на улице Шаболовка.